# تشارلز إبراهام
تشارلز إبراهام (بالإنجليزية: Charles Abraham)‏ هو قسيس نيوزيلندي، ولد في 1814، وتوفي في 1903.